# Neologe Synagoge (Lučenec)

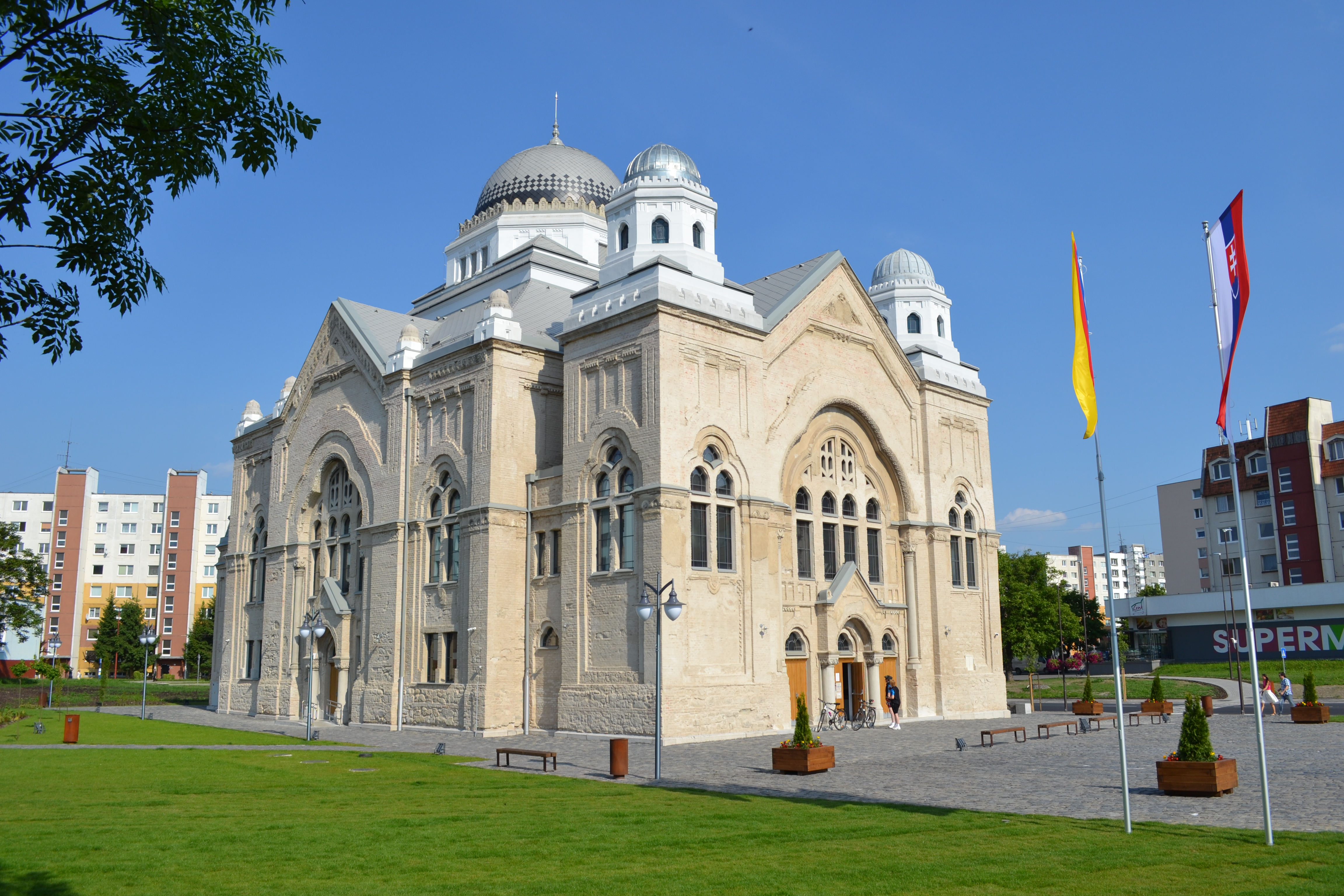
Synagoge Lučenec (2016)

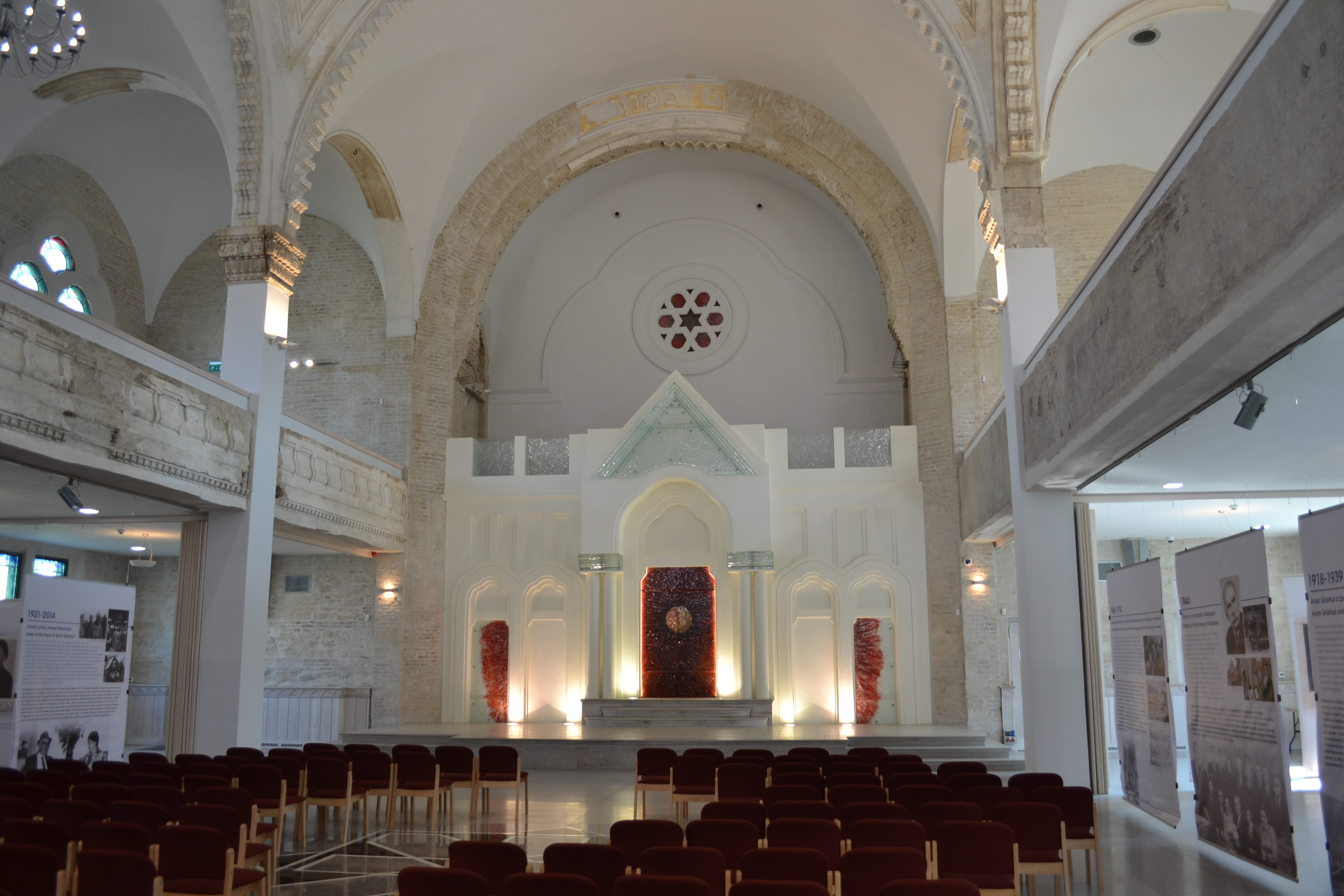
Synagogeninneres, Blick nach Osten

Die Neologe Synagoge in Lučenec, einer slowakischen Stadt im gleichnamigen Bezirk, wurde in den Jahren 1924 bis 1925 erbaut. Sie ist auch als Neue Neologe Synagoge bekannt. Nach Jahren des Zerfalls wurde sie ab 2015 sorgfältig restauriert und ist heute ein interkulturelles Zentrum.

## Geschichte
In Lučenec erbaute die neologe Gemeinde 1863 eine Synagoge, die aber nach dem Ersten Weltkrieg zu klein geworden war. Deshalb wurde das Gebäude 1924 abgerissen und es wurde am gleichen Ort eine neue, größere Synagoge errichtet. Diese wurde bis 1944 für Gottesdienste genutzt. Nahezu die gesamte jüdische Bevölkerung wurde nach Auschwitz deportiert und dort ermordet. Das Gebäude wurde im Zweiten Weltkrieg beschädigt, aber nicht völlig zerstört.
Nach dem Krieg wurden partielle Ausbesserungen vorgenommen. Die Synagoge wurde später teils als Lager genutzt, teils stand sie auch leer. In dieser Zeit wurde die Innenausstattung von der Bevölkerung nahezu vollständig entwendet.
Ab 2015 wurden gründliche Renovierungen durchgeführt. Das Gebäude ist seitdem für die Öffentlichkeit zugänglich und wird als interkulturelles Zentrum genutzt.

## Architektur
Der Bau wurde unter der Leitung des ungarischen Architekten Lipót Baumhorn durchgeführt, der für mehrere Synagogenbauten in Ungarn und der Slowakei verantwortlich war.
Auch bei dieser Synagoge ist sein typischer eklektizistischer Stil aus Elementen der byzantinischen Architektur, der maurischen Architektur und des Jugendstils erkennbar.
Das kolossale Gebäude ist von einer mächtigen Kuppel gekrönt. Der Eingangsbereich ist an der Westseite; dort stehen auch zwei große Treppentürme. Die Treppen führen zur Frauenempore, die auf drei Seiten den Hauptsaal umrahmt. Zwei weitere, etwas kleinere Treppentürme stehen an der Ostseite. Im Inneren war dort der Toraschrein, über dem sich ein Rosettenfenster mit einem Davidstern in der Mitte befindet.
Jeweils zwei Säulen auf jeder Seite stützen die Empore und die Decke. Die marmorne Bima stand in der Mitte des Saals und ist nicht mehr vorhanden.